# Clephydroneura sundaica
Clephydroneura sundaica är en tvåvingeart som först beskrevs av Jaennicke 1867.  Clephydroneura sundaica ingår i släktet Clephydroneura och familjen rovflugor. Inga underarter finns listade i Catalogue of Life.